# Portrait de Pauline Hugo avec son fils Jean
Le Portrait de Pauline Hugo avec son fils Jean est une peinture à l'huile sur toile (210,8 × 120,6 cm) du peintre italien Giovanni Boldini. Datée de 1898 elle est  conservée dans une collection privée. 

## Histoire
Pauline Hugo, née Pauline Ménard-Dorian, première épouse de Georges Victor-Hugo, petit-fils du poète Victor Hugo, pose ici avec son fils Jean en costume de marin. Ne suscitant pas l'enthousiasme attendu chez son commanditaire en raison de son prix, Boldini en demandant 25 000 francs, ce tableau fut finalement acquis par le baron Maurice de Rothschild.

## Analyse
Boldini mêle habilement dans cette œuvre modernité et tradition de l'art du portrait. Pauline Hugo, distante, élancée, presque de profil, dégage une beauté particulière, qui contraste avec la vivacité du petit garçon, regardant frontalement le spectateur. Le pas en avant qu'elle esquisse la déséquilibre légèrement, ce qui met en relief la finesse de sa taille et crée dans la composition un dynamisme, une tension subtile et inquiète, peut-être liée à la nature du personnage. Les touches lumineuses accentuent les reflets du taffetas vert de la robe et du costume blanc de l'enfant. On retrouve dans ce tableau, mais en grand format, toute la vivacité nerveuse des tableaux de Boldini du temps de sa collaboration avec la galerie Goupil.